# Europarlamentari pentru Danemarca 1999-2004
1. Bent Andersen (Europe of Democracies and Diversities)
2. Ole Andreasen (Partidul European Liberal Democrat și Reformist)
3. Freddy Blak (Stânga Unită Europeană - Stânga Verde Nordică)
4. Jens-Peter Bonde (Europe of Democracies and Diversities)
5. Niels Busk (Partidul European Liberal Democrat și Reformist)
6. Mogens Camre (Uniunea pentru Europa Națiunilor)
7. Lone Dybkjær (Partidul European Liberal Democrat și Reformist)
8. Pernille Frahm (Stânga Unită Europeană - Stânga Verde Nordică)
9. Anne Jensen (Partidul European Liberal Democrat și Reformist)
10. Ole Krarup (Stânga Unită Europeană - Stânga Verde Nordică)
11. Torben Lund (Partidul Socialiștilor Europeni)
12. Karin Riis-Jørgensen (Partidul European Liberal Democrat și Reformist)
13. Christian Rovsing (Partidul Popular European)
14. Ulla Sandbæk(Europe of Democracies and Diversities)
15. Ole Sørensen (Partidul European Liberal Democrat și Reformist)
16. Helle Thorning-Schmidt (Partidul Socialiștilor Europeni)